# Mord, min tusensköna
Mord, min tusensköna är en svensk animerad kortfilm från 2012 i regi av Lowe Haak. Som röstskådespelare medverkar Roger Storm och Sten Ljunggren.

## Handling
Johnny Rose är blomma och även trädgårdens privatdetektiv. Han utreder ett mordfall och ledtrådarna leder honom rakt in i växtlighetens politiska centrum.

## Om filmen
Mord, min tusensköna producerades, skrevs, fotades och klipptes av Haak. Den premiärvisades den 22 januari 2012 på Göteborgs filmfestival och visades hösten samma år på Uppsala kortfilmsfestival.
Filmen producerades under drygt ett år i en två kvadratmeter stor scen i en studio. Blomkropparna gjordes av aluminiumtråd som sedan flyttades med små, små rörelser och fångades av en stillbildskamera.